# Cận vệ của Hoàng đế La Mã
Cận vệ của Hoàng đế La Mã (Latinh: Praetoriani) là lực lượng cận vệ được sử dụng bởi các Hoàng đế La Mã, khởi đầu từ Augustus (27 TCN - 14 CN) và bị giải tán bởi hoàng đế Constantinus I vào thế kỷ 4. Trước đó, vào thời kỳ Cộng hòa La Mã, danh xưng Praetoriani được dùng để chỉ cận vệ của các tướng lĩnh La Mã, sớm nhất là từ sự nổi lên của dòng họ Scipio vào khoảng năm 275 TCN. Sang giai đoạn Đế quốc La Mã, Praetoriani phân biệt với các cận vệ người German, sau này trở thành lực lượng bảo vệ hoàng đế chủ chốt vào thời kỳ cuối của đế quốc.

## Lịch sử
Thuật ngữ Praetoriani xuất phát từ chữ praetorium vốn dùng để chỉ nơi ở của vị tướng chỉ huy hoặc pháp quan trong quân đội La Mã. Ban đầu, những Praetoriani được các tướng lĩnh tuyển chọn từ các công dân La Mã hoặc người Latinh, bao gồm cả bộ binh lẫn kỵ binh. Họ được sắp xếp thành các cohort (gọi là cohort praetoria). Một số vị tướng nổi tiếng của nền Cộng hòa như Julius Caesar, Marcus Antonius và Octavianus (sau này là Augustus) sở hữu cho mình những đội cận vệ. Chẳng hạn như Julius Caesar thành lập Quân đoàn X Equestris và biến nó trở thành một quân đoàn có sức mạnh và chức năng hơn hẳn các quân đoàn khác. Khi Augustus trở thành nhà cai trị đầu tiên của Đế quốc La Mã năm 27 TCN, ông nhận ra việc xây dựng đội cận vệ không chỉ hữu ích về mặt quân sự mà còn cả về chính trị. Do đó Augustus đã tuyển lựa những chiến binh xuất sắc trong các quân đoàn khắp các tỉnh để thiết lập Praetoriani.